# Pavel Krbálek

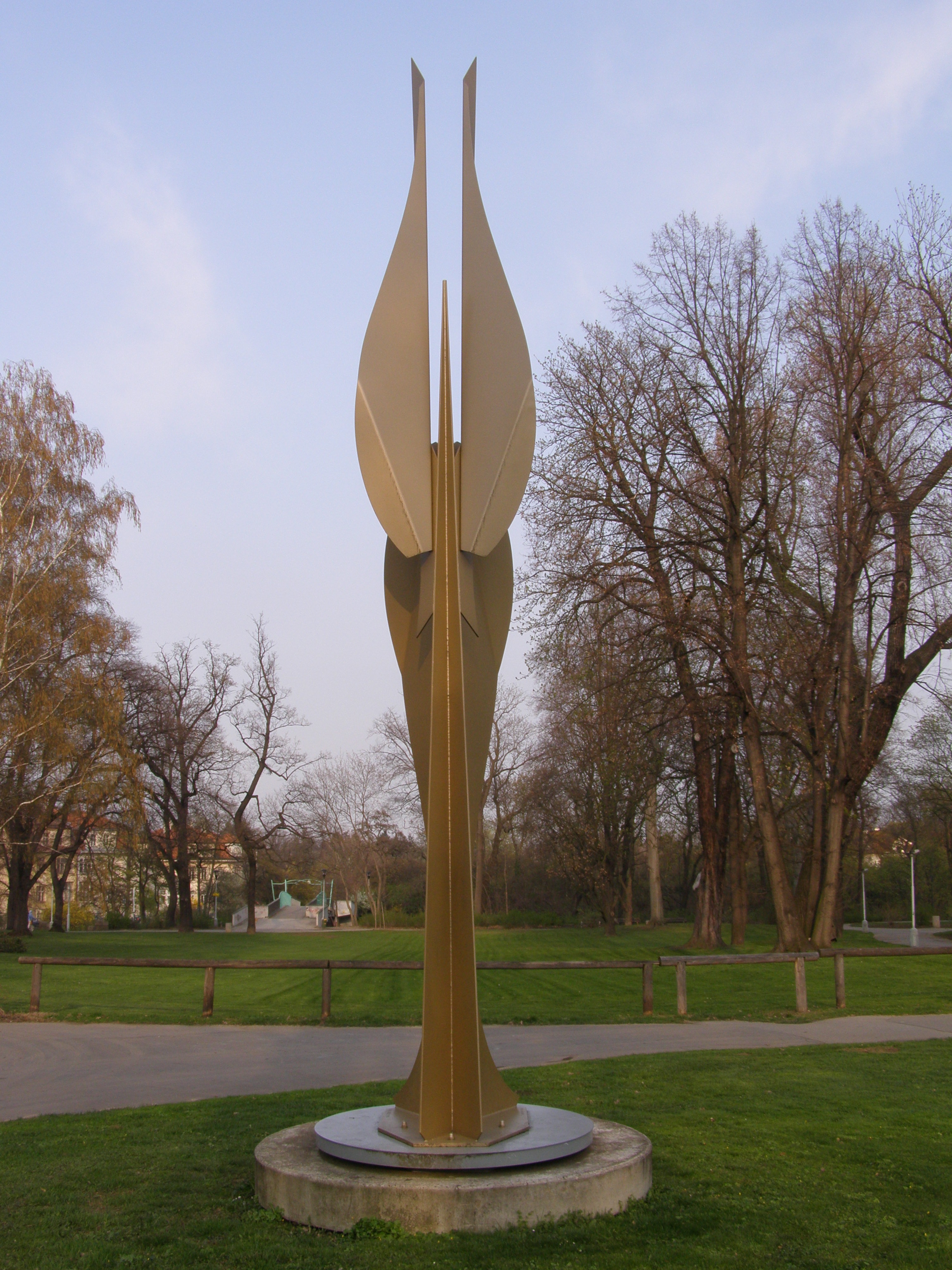
Niké 89 v Praze v Chotkových sadech

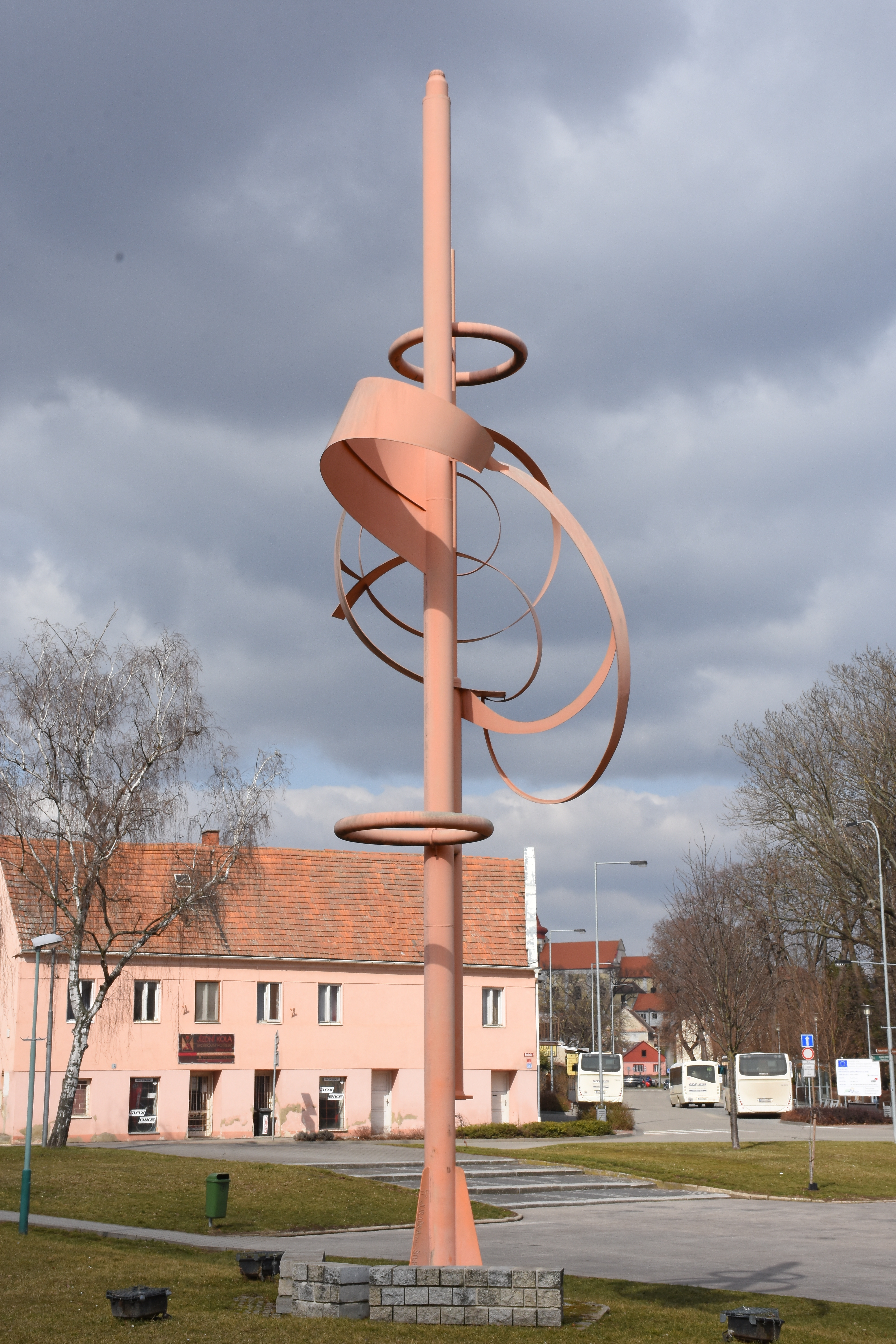
Radost před zámkem v Miroslavi

Pavel Krbálek (2. dubna 1928 Miroslav – 29. srpna 2015 Praha) byl český sochař, šperkař a malíř.

## Život
Narodil se v kovářské rodině, která provozovala toto řemeslo po sedm generací.
V letech 1948–1952 studoval na brněnské Škole uměleckých řemesel, ve třídě prof. J. H. Šálka. V letech 1952–1959 studoval na Vysoké škole uměleckoprůmyslové v Praze, jeho učitelem zde byl doc. Bedřich Stefan. V letech 1956–1957 byl na studijním pobytu u prof. H. Drakea na Vysoké škole výtvarného a užitého umění v Berlíně.
V roce 1967 se podílel na kolekci šperků československých výtvarníků pro Světovou výstavu v Montréalu a roku 1968 se zúčastnil sympozia Stříbrný šperk v Jablonci nad Nisou.
V roce 1968 emigroval do švýcarského Lucernu. Stál u vzniku Lucernského kruhu, který podporoval české spisovatele pronásledované komunistickým režimem. V 70. a 80. letech působil jako lektor na výtvarných školách ve Švýcarsku a Německu. Po roce 1989 žil střídavě v Praze, kde měl byt, a v Miroslavi a Lucernu, kde měl ateliéry. Miroslavský ateliér vybudoval z bývalé rodinné kovárny, kterou získal po roce 1989 zpět a rekonstruoval ji.
V roce 1970 obdržel Bavorskou státní cenu. Roku 1990 obdržel japonskou Rodinovu cenu za sochu Mrznoucí srdce a roku 1991 byl nominován na cenu Henry Moora za sochu Níké. Roku 2000 mu Ministerstvo kultury ČR udělilo medaili Artis Bohemiae Amicis.

## Dílo
Pavel Krbálek byl vyučeným kovářem a své první šperky vykoval z mědi již během studia na Škole uměleckých řemesel. Jeho absolventské práce na VŠUP (Dívka a Studie mužského aktu, 1958) znamenala návrat k abstraktnímu pojetí v kované plastice u nás. Pro Expo ´67 v Montréalu uplatnil techniku kování pro zlato a podařilo se mu vytvořit soubor efektních šperků koncipovaných jako prostorové kompozice. V dalších letech podobné šperky vytvořil pro prestižní zlatnické firmy (Gübelin) a pro významné osobnosti světové aristokracie a společenského života. Jeho šperky důsledně respektují tvary lidského těla a většinou vznikají přímo na míru objednavatele. Kromě nápadných a rozměrných šperků pro módní přehlídky navrhl řadu šperků pro divadelní inscenace a jeho kresebné návrhy obstojí i jako samostatná výtvarná díla.
Krbálek se ve svých plastikách pokusil o zachycení pohybu zvířat a později o abstraktní vyjádření pocitů člověka. Po své emigraci roku 1968, během pobytu ve švýcarském Luzernu a německém Rastattu a Mugensturmu, vytvářel kované a svařované plastiky, mříže a dekorativní stěny s využitím stříbra i zlata. Objevil vlastní technologii, která umožnila vtisknout měkkému kovu tvarovou paměť.
Jeho plastiky stojí v Japonsku, Švýcarsku, Německu i v Česku.
V japonském Hakone Open Air Museum je umístěna socha z oceli Niké 89. V roce 2002 byla v Lucernu odhalena její replika, o rok později byla další replika umístěna v pražských Chotkových sadech. V Miroslavi před kulturním domem stojí od roku 2001 kovový objekt Radost, ve městě je také socha Péče.

### Zastoupení ve sbírkách
- v Německu: v městských muzeích v Lindau a v Rastattu, ve Schmuckmuseu v Pforzheimu
- v Česku: v Moravské galerii v Brně[13], Národní galerii v Praze, Severočeském muzeu v Liberci a v Uměleckoprůmyslovém muzeu v Praze.

### Výstavy (výběr)

#### Autorské
- 2000 Kovová plastika ak. soch. Pavla Krbálka, Hrad Helfštýn
- 2001 Kovová plastika: Tvorba českých autorů ze sbírky uměleckého kovářství na hradě Helfštýně, Lobkovický palác na Pražském hradě, Praha
- 2005 Pavel Krbálek: Kovová plastika a šperk, Muzeum Českého ráje v Turnově
- 2016 Pavel Krbálek: Linie v pohybu - sochy v kovu, Novoměstská radnice, Praha 2

#### Kolektivní
Pavel Krbálek se od roku 1957 zúčastnil desítek výstav doma i v zahraničí. Domácí výstavy podrobně viz abART, zahraniční viz Křížová.